# Indoszkíták

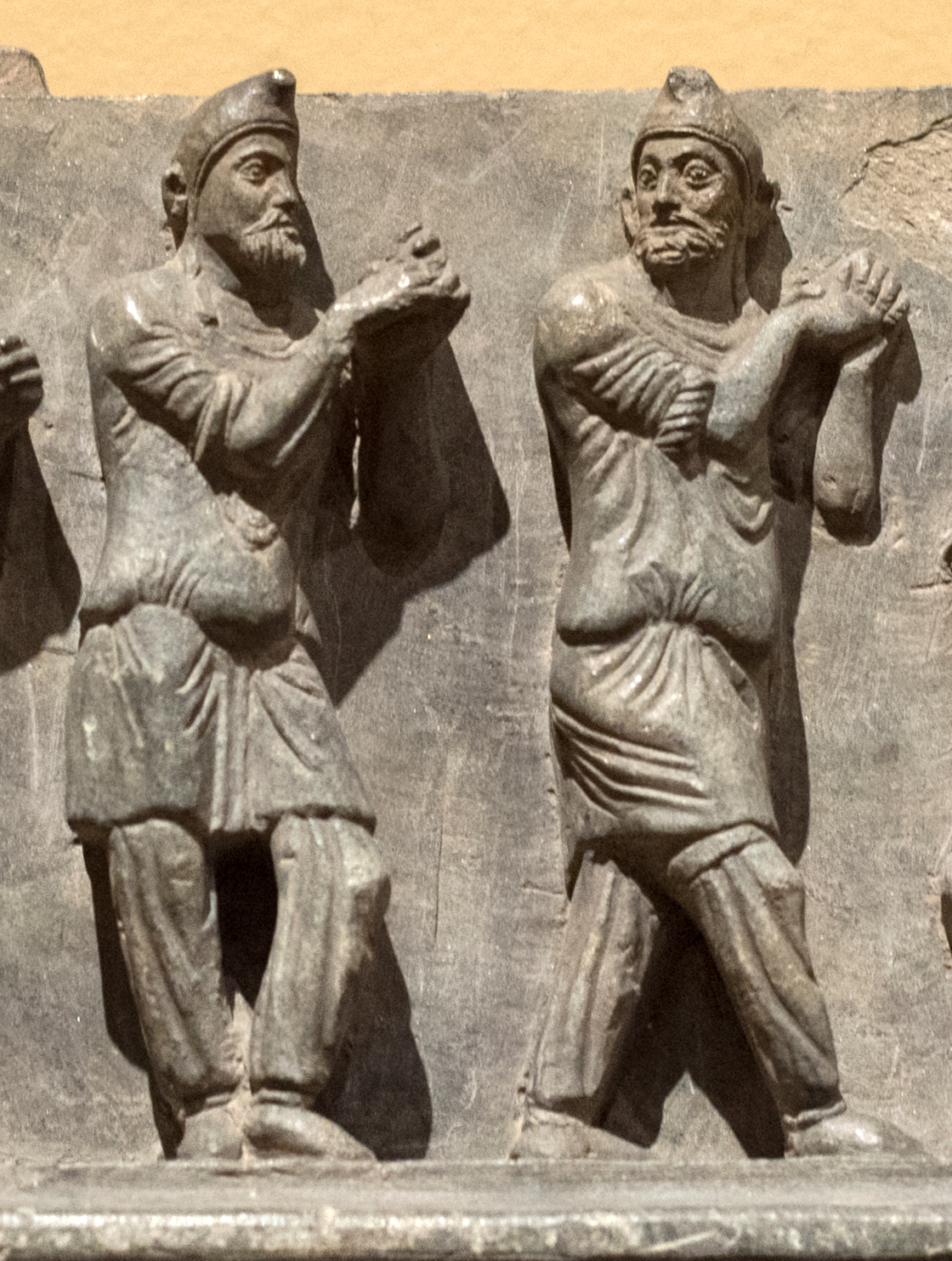
Táncoló szkíták (Pesavar, Buner-dombormű), i. e. kb. 1. század

A közép-ázsiai szkíták, azaz a szakák csoportjába tartozó szakaurak az i. e. 2–1. században az Indiai-félszigetre költöztek, s őket – utalván lakóhelyükre – indoszkítáknak is nevezték, illetve nevezik.
Aradi Éva a Ferganai-medencében honos szkítákkal – nevük perzsa feliratokon sakâ haumavargâ vagy sakâ tyaiy para Sugdam, görög forrásokban amürgioi szakai (αμυργιοι σακαι) – azonosítja az indiai szkítákat. A szóban forgó nép, vagyis az amürgi szakák saját nevét nem ismerjük, és sorsukról is keveset tudunk. Mindenesetre egyetlen forrás sem utal rá, miszerint az Indiai-félszigeten felbukkantak volna.
Olykor indoszkítáknak nevezik a jüecsiket, avagy kusánokat is, jóllehet nevezett nép nem tartozott a szkíták, pontosabban a szkíta szövetség kötelékéhez.

## Történetük

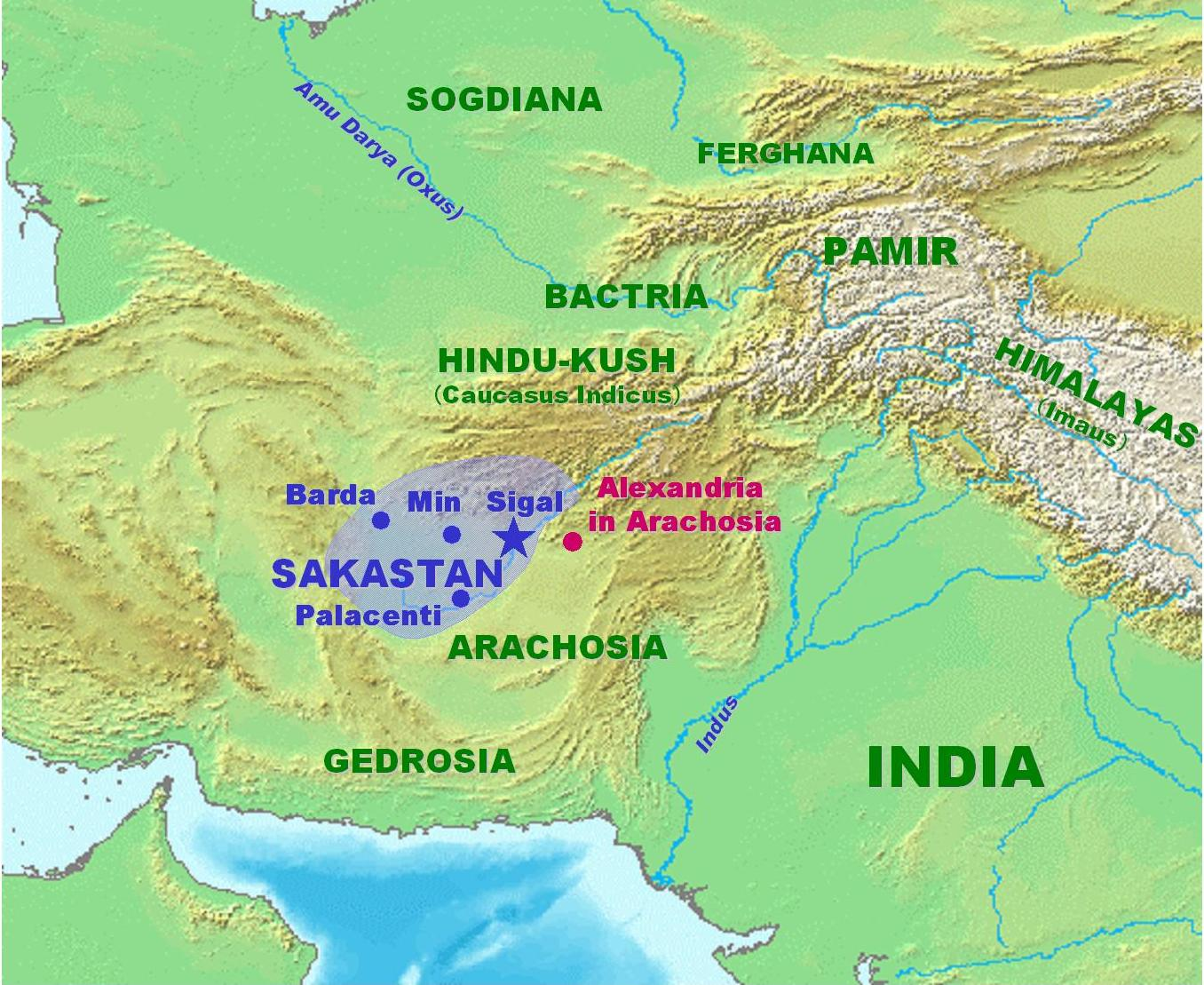
Szakasztán i. e. 100. körül

Az indoszkítáknak is nevezett szakaurak az i. e. 2. században a Szir-darjától északra fekvő vidéken éltek. Nevezetesen az Ili folyó völgyében és az Iszik-köl környékén.
Az i. e. 166. évben a hunok elűzték a jüecsiket lakóhelyükről, a Csilien-hegység vidékéről. A jüecsik nagyobb része nyugat felé menekült, és kiszorította szálláshelyéről a szakaurakat. A szakák egyes csoportjai a Ferganai-medencében telepedtek le, más részük az Alaj és a Pamír völgyeiben, illetve a Tarim-medence városállamaiban lelt otthonra, megint mások Baktria területén próbálták lábukat megvetni.
A szakaurak egy csoportja utóbb – i. e. 110. táján – a Karakorum vonulatain a Khunjerab-hágón átkelve az Indus völgyébe, az indiai görögök birtokaira költözött.
A jüecsik által Kelet-Baktriából kiszorított szakaurak utóbb a mai Irán délkeleti részébe, Drangiána tartományba vándoroltak. Ez időben a nevezett országrész a parthusok birodalmához tartozott. A Hilmend-tó környékén letelepedett szakaurak neve átszállott lakóhelyükre – Szakasztán, mai nevén Szisztán –, s birtokaik kiterjedtek a mai Afganisztán és Pakisztán területére is.
A szakaurak egy ideig a parthusok hűbéresei voltak, majd szövetségeseik lettek. Szerepükről az általuk kibocsátott pénzérmék tanúskodnak: a parthus uralkodó mellett a szaka helytartó ábrázolása is megjelenik.
Szakasztán szkíta lakói az Indiai-félszigeten II. Mithridatész, parthus király halála után, i. e. 88. körül jelentek meg.

### Az indoszkíták északi birodalma

#### Taxilai indoszkíták

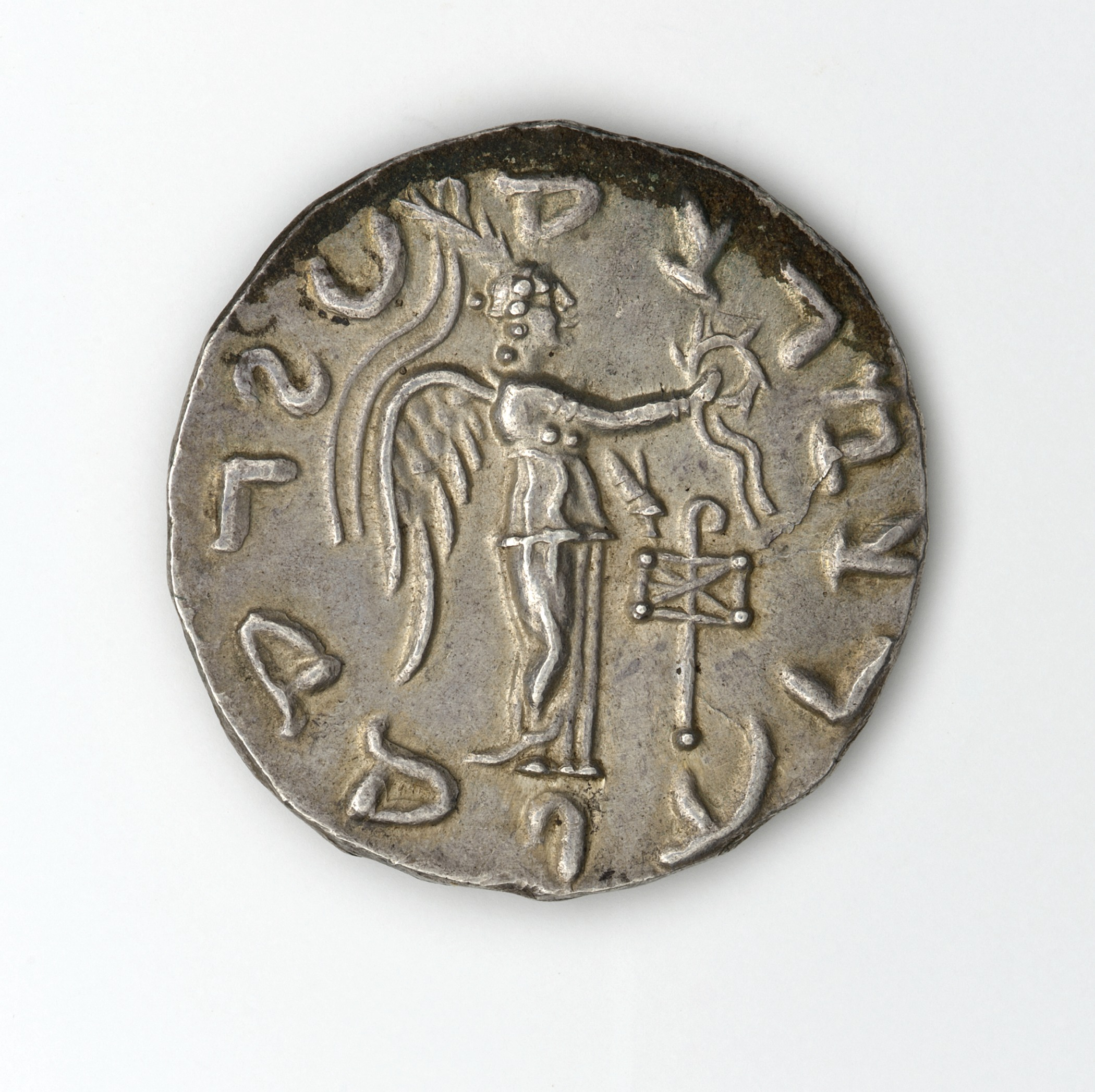
Moga drakhmája

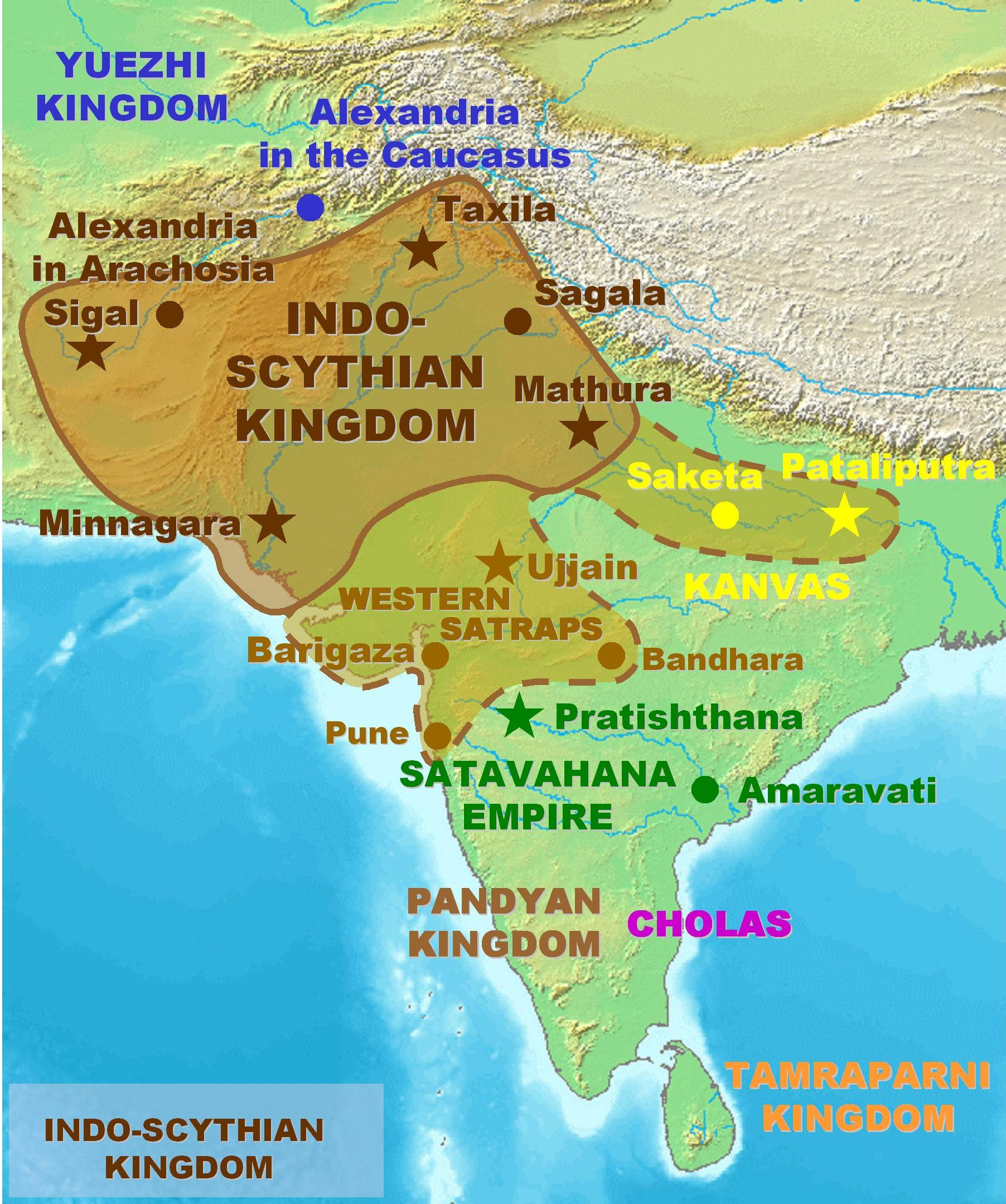
Az indoszkíták birodalmának terjeszkedése

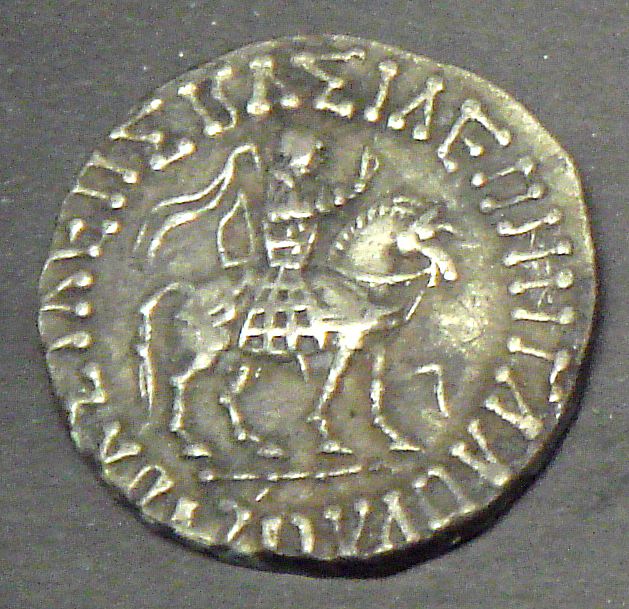
II. Azész pénzérméje

A szakaurak első csoportja – mint mondottuk – i. e. 110. táján, a Karakorum hágóján átkelve jutott Indiába, illetve a Szvat és a Kabul folyó völgyében fekvő Gandhárába. Fővárosuknak később Takszilát tették meg, ezért e csoportot takszilai indoszkítáknak is nevezik. Költözésük útvonalát régészeti leletek – sziklákra festett harcosok, lovasok, buddhista sztúpák képei, valamint szaka és parthus uralkodók kharosti írással rögzített neve – jelzik Satial, Gilgit és Hunza környékén.
Az indiai görögök birtokán letelepedett szakaurak kezdetben elismerték a görög fennhatóságot, az i. e. 1. század elején azonban felülkerekedtek, és elfoglalták Takszilát, valamint a görög birtokok egy részét. Első uralkodójuk Moga (i. e. 80–60.) volt. Neve görögösen Mauész (Μαυης), kínai fülnek Mao vagy Mukua, szanszkrit nyelven Moasza.
Mogával nagyjából egy időben uralkodott – Arakhósziában, a mai Kelet-Irán területén – Vononész. Neve a parthus hagyományokat idézi, a történészek azonban szakának tartják őt, öccsével, Szpalahorésszel együtt. Utóbbit fia, Szpalagadamész követte a trónon (i. e. 60–57.), és őutána Vononész másik öccse, Szpaliriszész uralkodott. (Egyes kutatók szerint Szpalahorész azonos Szpaliriszésszel.) Szpaliriszész eleinte egyeduralkodó volt, majd érméin együtt szerepel I. Azésszel, kinek neve bizonyosan szaka eredetű, és akit sokan Moga fiának tartanak.
I. Azész hosszú ideig uralkodott (i. e. 57–12.). Az i. e. 57–35. évben fiát, Aziliszészt vette maga mellé társuralkodónak. Takszilát Aziliszész, Arakhósziát Szpaliriszész igazgatta. Azész kiterjesztette uralmát Pandzsábra – Szialkot városa is a szakaurak birtokaihoz tartozott –, valamint az Indus középső szakaszának alföldjére is. Szialkot – régi nevén Szákala – a szakák nevét örökölte.
Azész és Aziliszész után – i. e. 12–i. sz. 20. között – II. Azész uralkodott. Az általa kibocsátott pénzek ezüstjének nagy részét rézzel helyettesítette, ami a gazdaság, illetve a királyi hatalom hanyatlását jelzi.
A takszilai indoszkíták uralmának, i. sz. 40. táján, a kusánok vetettek véget.
Némelyek szerint a szakauraknak alapvető szerepük volt Gandhára államának és művészetének megalapozásában.

#### Mathurai indoszkíták
A szakaurak i. e. 60. körül jelentek meg Mathurában, a mai Agra közelében. Ekkor itt Karaoszta – görögösen Kharahosztész –, Arta fia alapított uralkodócsaládot. Egyes kutatók szerint ő nem északról, hanem nyugatról érkezett. Az uralkodók sorában veje, Rádzsuvula, avagy Rádzsula következett, akit mahaksatrapa (nagy helytartó) címmel illettek. Ennek fia – neve Szodásza – előbb a ksatrapa, apja halála után pedig a mahaksatrapa címet viselte, feltehetően i. sz. 20. és 40. között.
Ezután hosszú ideig nincs hír a mathurai szakaurakról. A terjeszkedő Kusán Birodalom elfoglalta birtokaikat, illetve Mathurát. A 130. évben viszont a szarnáthi kőfelirat (Benáresz környéke) rögzítette Kharapallana mahaksatrapa és Vanaszpara ksatrapa nevét. Az indiai kutatók szerint – miként a szóban forgó helytartók neve és címe tanúsítja – ők a mathurai szakaurak leszármazottai voltak, és valószínűleg a kusánok hűbéreseként uralkodtak.

### Indoparthusok

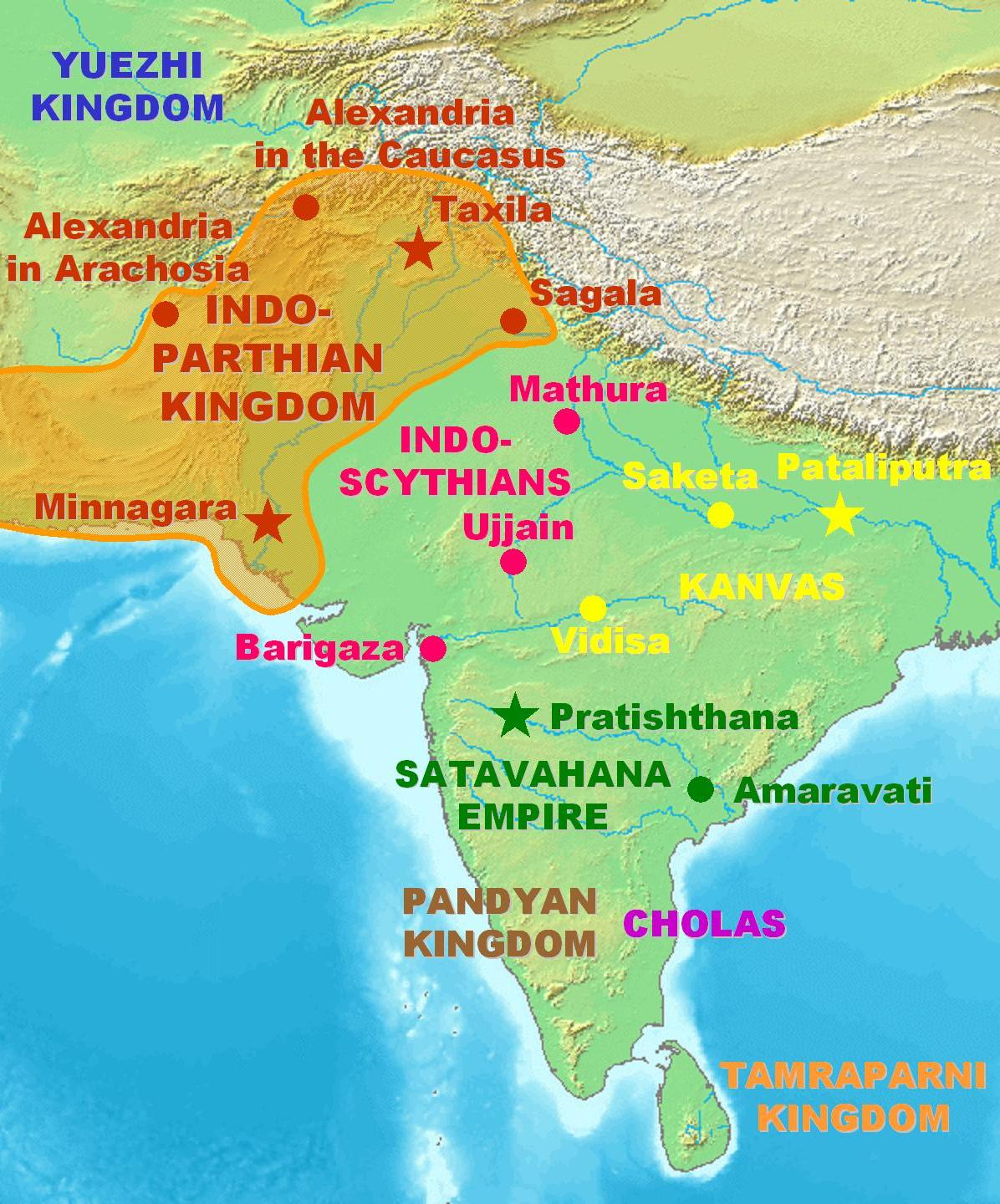
Az indoparthusok birodalma

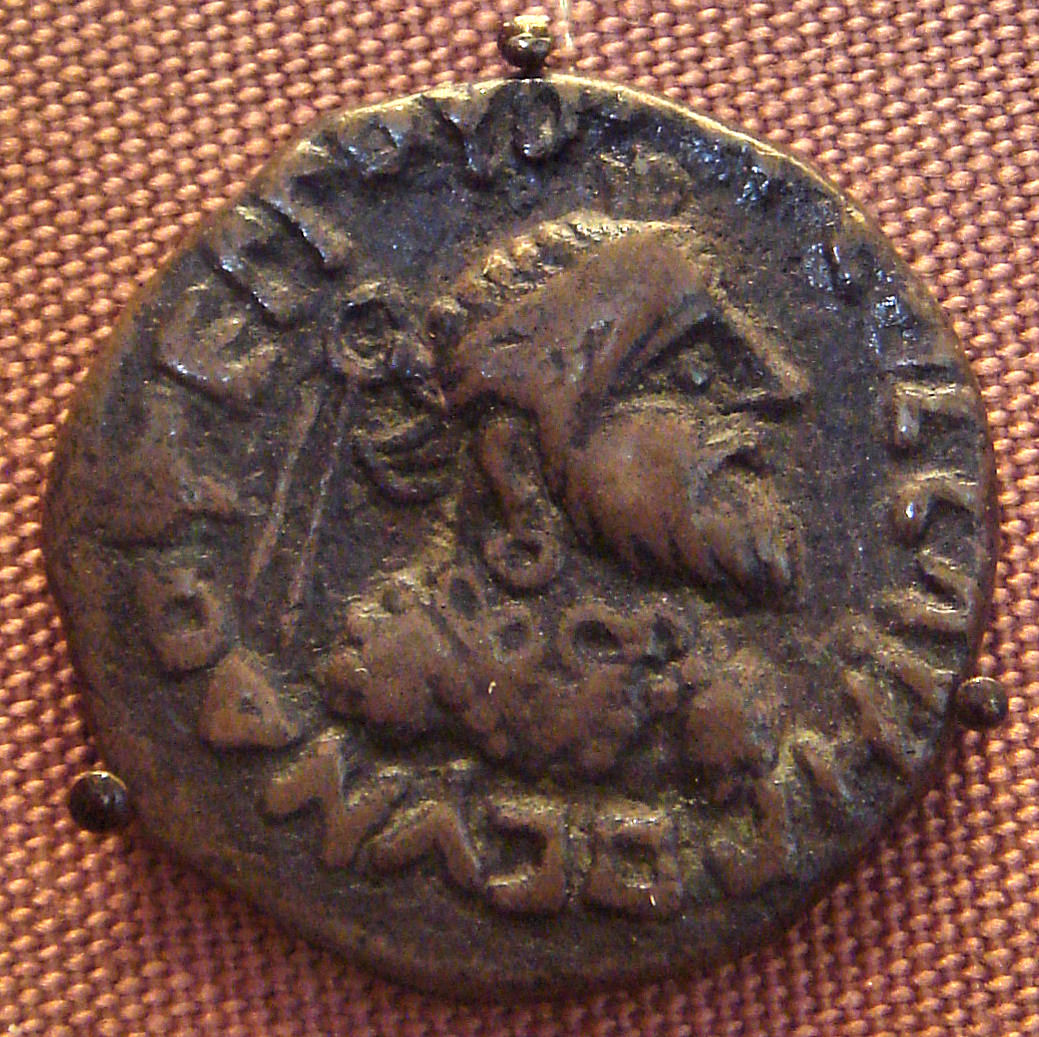
I. Gondopharész pénzérméje

A szakaurak indiai birodalmának nagyobb részét I. Azész után a parthus érdekeltségű I. Gondopharész, a Suren nemesi család sarja, Szakasztán birtokosa és kormányzója igazgatta, s csatlakoztak hozzá a szakaurak. Birtokaihoz hozzátoldotta Arakhósziát, a Kabul folyó völgyét, valamint Pandzsáb és Szindh tartományt. Keleten viszont, az Indus alföldjén túl, független szaka királyok uralkodtak.
Gondopharész – neve a Takht-i-Bahi-i kőfeliraton szerepel – II. Azész idején uralkodott. Utóbbi hadvezére, Aszparavarma szövetségesként csatlakozott hozzá. II. Azész halála után Gondopharész elfoglalta a szakaurak birtokainak egy részét, és magát királyok királyának (baszileusz baszileón) címezte. A Gondopharész (vindafarna: dicsőséges győztes) nevet, mely egyúttal a királyi család neve volt, több uralkodó is viselte.
Az indoparthusok birodalmának északi tartományait a kusánok i. sz. 75. körül elfoglalták. Gondopharész utódai Pandzsáb keleti felében és Szindh vidékén uralkodtak. Pakorész, az indiai parthusok név szerint ismert utolsó királya már csak Szakasztán és Arakhószia tartományt birtokolta, ám i. sz. 90. táján ezt is megszállták a kusánok. Szakasztán területét később az Újperzsa Birodalom kebelezte be, a szakaurak azonban még II. Bahrám, perzsa király uralkodása idején is függetlenek voltak.
I. Gondopharész körülbelül az i. sz. 20. évig uralkodott. Utána fia, Szarpedonész – uralkodói nevén II. Gondopharész – következett a királyok sorában.
I. Gondopharész unokaöccse, Abdagazész tehetséges király volt, de rövid ideig uralkodott: csatában esett el, vagy trónviszály áldozata lett. Utóda, Orthagnész, III. Gondopharész néven uralkodott.
Szaszész, avagy IV. Gondopharész valószínűleg 25. és 46. között ült az indoparthusok trónján. Művelt uralkodó volt, tudott görögül. Pénzeit görög mintára verette. Nevéhez kapcsolódik Tamás apostol félig-meddig mesés története.
Tamás Parthiából érkezett, a 45. év táján, IV. Gondopharész udvarába. Meggyógyította a király öccsét, majd – tanult ácsként – segített a palota felújításában. Ezután, a király engedélyével, térítő munkába fogott India nyugati partvidékén, többek között – 55. körül – a déli Kerala tartományban is. A keleti parton, Madrász környékén vértanúhalált halt.
Az indoparthusok neve Indiában pahlava volt.

### Az indoszkíták nyugati birodalma

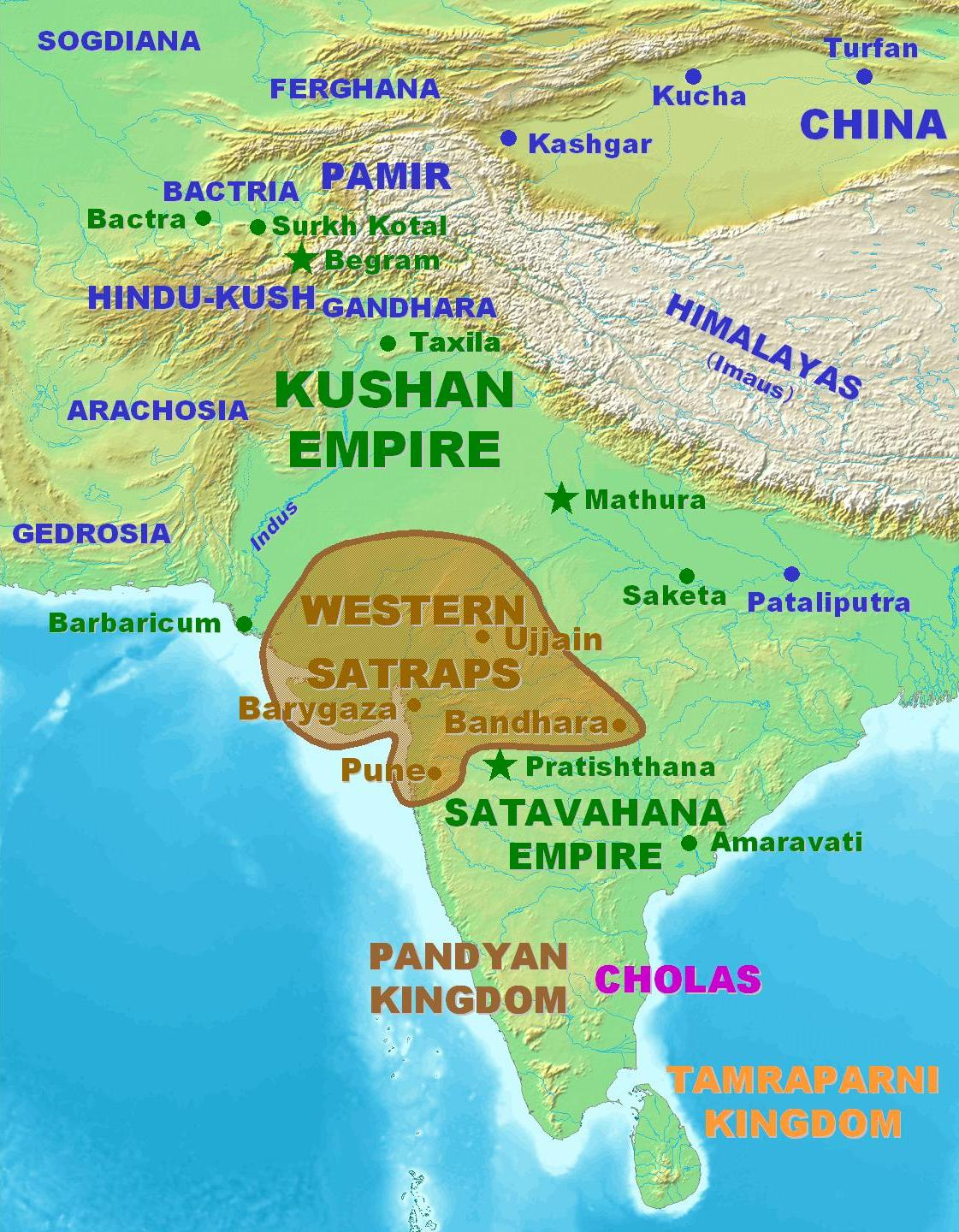
Az indoszkíták nyugati királysága

A kusánok terjeszkedése miatt a szakaurak Gudzsarát területére szorultak vissza, és ott alapítottak független királyságot az i. sz. 35. évben. Később a környező tartományokat is elfoglalták. A kusánok, I. Kaniska királyuk uralkodása idején kiterjesztették hatalmukat a szakaurak fővárosára (Uddzsaín) is. Ez egyaránt jelenhet függőséget vagy szövetséget, a részleteket azonban nem ismerjük.

#### A Ksaharáta uralkodócsalád

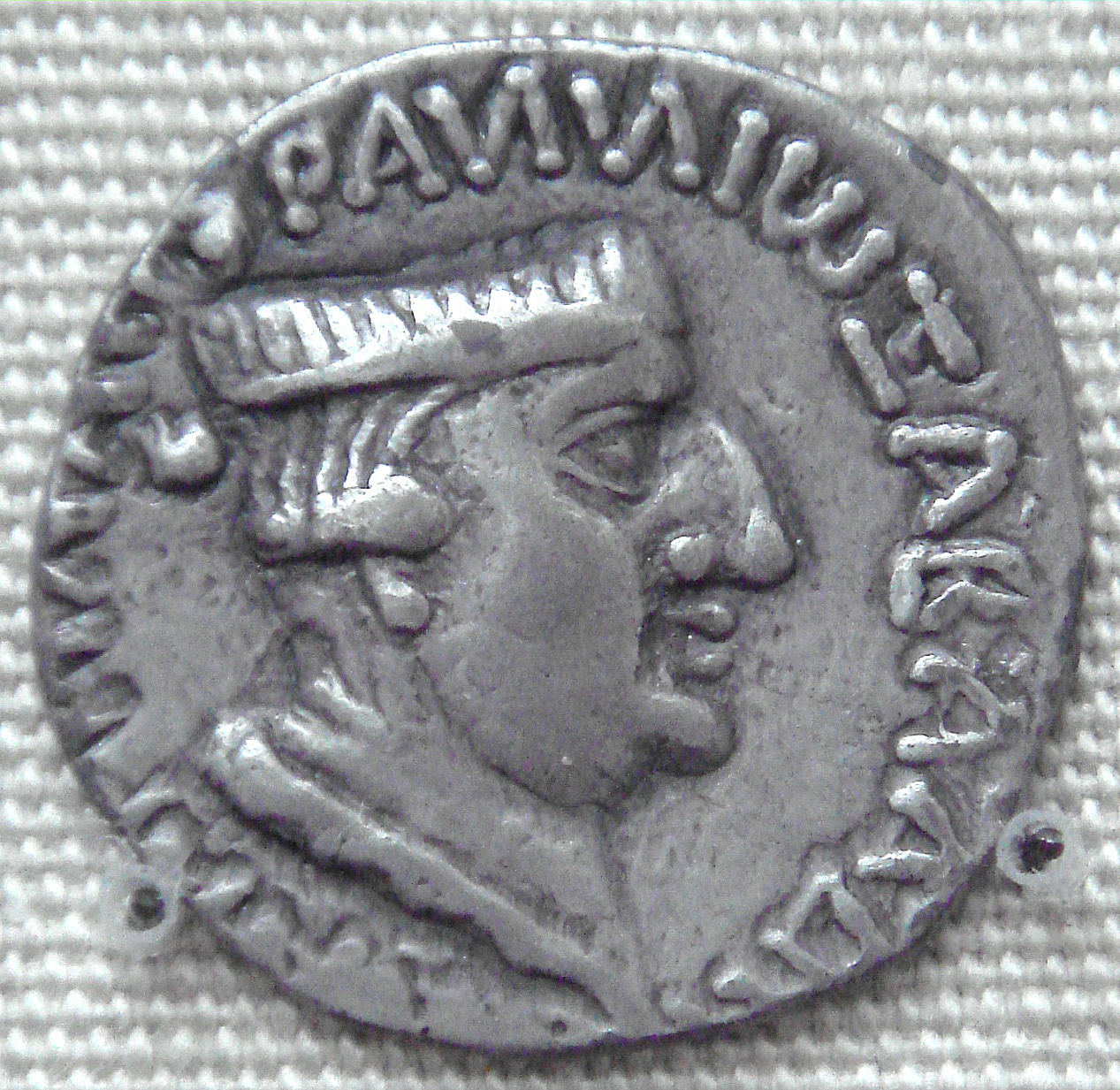
Nahapána ezüst pénzérméje

A takszilai réztábla – időszámításunk kezdete táján, a 6. évben készítették – Patika Kuszúlaka helytartónak állít emléket. Nevezett személy, állítása szerint, a Csaharatta uralkodóházhoz tartozó Liaka Kuszúlaka mahakstrapa fia volt. A kutatók szerint a Csaharatta-ház azonos a Ksaharáta néven ismert uralkodócsaláddal.
Az első Ksaharáta uralkodó – ha nem számítjuk a fentebb előszámláltakat – az Abhiraka címet viselte. Neve pénzérméin maradt fenn, illetve Nahapána – az előbbi unokája – hivatkozik rá egy kőfeliraton. Nahapána apja Bhumaka volt, aki vélhetően a 118. évig uralkodott.
Bhumaka jelentős területeket birtokolt. Pénzérméi Szindh tartományban kharosthi, Katiavar környékén pedig bráhmí írással készültek. Megszólítása pénzérméin nem rádzsa (király), hanem ksatrapa (helytartó).
Bhumaka országát fia, Nahapána (118–125.) örökölte. A kutatók szerint Nahapána szaka volt, neve azonban iráni–parthus eredetű. Jelentése szerint a nép jótevője. Nahapána, Mahárástra északi részén, jelentős területeket foglalt el déli szomszédjától, a hindu Szátavahana uralkodócsaládtól. Uralkodása idején felvirágzott a kereskedelem – a rómaiakkal folytatott kereskedés központja ekkor Barigaza (Bharuch) volt –, s ennek folyományaként a mezőgazdaság és a kézműipar is, elsősorban a partközeli Katiavar területén. A déli területeket veje, egyúttal hadvezére, a hindu Usavadáta igazgatta. A Szátavahanák – nevezetesen Gautamiputra Szátakarni – hamarosan visszafoglalták területeiket. Nahapána talán a 125. évben vívott csatában esett el. Nevét ezen időpont után már nem említik.

#### A Kardamaka uralkodócsalád
Az uralkodócsalád alapítója, Csasztana (78–130.) valószínűleg uralmának kezdetén foglalta el Uddzsaínt a mai Madhja Prades nyugati részén. A foglalás időpontját új időszámítás kezdetének tette meg. A sakábd (szakák szerinti) időszámítást máig használják Indiában.
A 130. év körül a mahaksatrapa címet viselő I. Rudradaman (130–150.), Csasztana unokája megvédte királyságát a Szátavahanáktól. A szakaurak és a hinduk közötti háborúskodásnak a királyi családok közötti házasság sem vetett véget. Rudradaman kétszer is legyőzte hindu ellenfeleit. Veje, Vasistiputra Szatakarni életét csupán a rokonság miatt kímélte meg.
A Kardamaka uralkodócsalád II. Rudraszena (256–278.) uralma idején élte virágkorát. Nevezett király volt a Nyugati Birodalom tizenkilencedik uralkodója.
Csasztana családjának uralkodóit II. Rudraszimha sarjai követték a szakaurak nyugati birodalmának trónján. Az utódok sorában III. Rudraszimha volt az utolsó uralkodó. Birodalmát II. Csandragupta, indiai király vette birtokba, elfoglalván Gudzsarátot i. sz. 405. körül.
A szakák egy része vélhetően csatlakozott az avarokhoz, akik ez idő tájt (370–396.) foglalták el Pesavar környékét és Kasmírt. A szakák, szakaurak többségét azonban elnyelte az indiai népek tengere; önállóságuk és nevük elveszett.

## Az indoszkíták birtokai és fejedelmei az Indiai-félszigeten
| Indoszkíta királyok, birtokok, időrend | |                                                   | | | |                                                                                     |                                                                                     |                                                                                     |                                               |                                               |                                               |                                               |
| Birtokok Időpontok                     | Nyugat-India | Nyugat-Pakisztán Beludzsisztán                    | Paropamiszadai Arakhoszia | Badzsaur | Gandhára | Nyugati-Pandzsáb                                                                    | Keleti-Pandzsáb                                                                     | Mathura                                                                             |                                               |                                               |                                               |                                               |
|                                        | |                                                   | Indo-görög Királyság | | |                                                                                     |                                                                                     |                                                                                     |                                               |                                               |                                               |                                               |
| i. e. 90–85.                           | |                                                   | Nikiasz | ii. Menandrosz | ii. Menandrosz | Artemidorosz                                                                        |                                                                                     |                                                                                     |                                               |                                               |                                               |                                               |
| i. e. 90–70.                           | |                                                   | Hermaiosz | Arkhebiosz | Arkhebiosz | Arkhebiosz                                                                          |                                                                                     |                                                                                     |                                               |                                               |                                               |                                               |
| i. e. 85–60.                           | |                                                   | Indoszkíta Királyság Moga | Indoszkíta Királyság Moga | Indoszkíta Királyság Moga | Indoszkíta Királyság Moga                                                           |                                                                                     |                                                                                     |                                               |                                               |                                               |                                               |
| i. e. 75–70.                           | |                                                   | Vononész Szpalahorész | Télephosz | Télephosz | ii. Apollodotosz                                                                    | ii. Apollodotosz                                                                    |                                                                                     |                                               |                                               |                                               |                                               |
| i. e. 65–55.                           | |                                                   | Szpaliriszész Szpalagadamész | Szpaliriszész Szpalagadamész | Szpaliriszész Szpalagadamész | Hipposztratosz                                                                      | Dionüsziosz                                                                         |                                                                                     |                                               |                                               |                                               |                                               |
| i. e. 55–35.                           | |                                                   | i. Azész | i. Azész | i. Azész | i. Azész                                                                            | ii. Zóilosz                                                                         |                                                                                     |                                               |                                               |                                               |                                               |
| i. e. 55–35.                           | |                                                   | Aziliszész ii. Azész | Aziliszész ii. Azész | Aziliszész ii. Azész | Aziliszész ii. Azész                                                                | Apollophanész                                                                       | Az Északi Helytartóságok indoszkíta uralkodócsaládja Hagamasa                       |                                               |                                               |                                               |                                               |
| i. e. 25–i. sz. 10.                    | |                                                   | | Az Aprakák indoszkíta uralkodócsaládja Vidzsajamitra (i. e. 12–i. sz. 15.)                                                                             | Liaka Kuszúlaka Patika Kuszúlaka Zeioniszész | Kharahosztész (i. e. 10–i. sz. 10.) Mudzsatria                                      | ii. Sztratón és iii. Sztratón                                                       | Hagana                                                                              |                                               |                                               |                                               |                                               |
| i. sz. 10–20.                          | | Indoparthus Királyság Gondopharész                | Indoparthus Királyság Gondopharész | Indravaszu | Indoparthus Királyság Gondopharész | Indoparthus Királyság Gondopharész                                                  | Rádzsuvula                                                                          | Rádzsuvula                                                                          |                                               |                                               |                                               |                                               |
| i. sz. 20–30.                          | |                                                   | Ubouzanész Pakorész | Viszpavarma (i. sz. kb. 1–20. | Szarpedonész | Szarpedonész                                                                        | Bhadajasza                                                                          | Szodásza                                                                            |                                               |                                               |                                               |                                               |
| i. sz. 30–40.                          | |                                                   | Kusán Birodalom Kudzsula Kadphiszész | Indravarma | Abdagaszész | Abdagaszész                                                                         | ...                                                                                 | ...                                                                                 |                                               |                                               |                                               |                                               |
| i. sz. 40–45.                          | |                                                   | | Aszpavarma | Gadana | Gadana                                                                              | ...                                                                                 | ...                                                                                 |                                               |                                               |                                               |                                               |
| i. sz. 45–50.                          | |                                                   | | Szaszan | Szaszész | Szaszész                                                                            | ...                                                                                 | ...                                                                                 |                                               |                                               |                                               |                                               |
| i. sz. 50–75.                          | |                                                   | | | |                                                                                     | ...                                                                                 | ...                                                                                 |                                               |                                               |                                               |                                               |
| i. sz. 75–100.                         | A Nyugati Helytartóságok indoszkíta uralkodócsaládja Csasztana                                                                 |                                                   | Vima Takto | Vima Takto | Vima Takto | Vima Takto                                                                          | ...                                                                                 | ...                                                                                 |                                               |                                               |                                               |                                               |
| i. sz. 100–120.                        | Abhiraka |                                                   | Vima Kadphiszész | Vima Kadphiszész | Vima Kadphiszész | Vima Kadphiszész                                                                    | ...                                                                                 | ...                                                                                 |                                               |                                               |                                               |                                               |
| i. sz. 120.                            | Bhumaka Nahapána | Paratadzsarák Jolamira                            | i. Kaniska | i. Kaniska | i. Kaniska | i. Kaniska                                                                          | Kharapallana és Vanaszpara, i. Kaniska helytartója                                  | Kharapallana és Vanaszpara, i. Kaniska helytartója                                  |                                               |                                               |                                               |                                               |
| i. sz. 130–230.                        | Dzsajadaman i. Rudradaman i. Damadzsadaszri Dzsivadaman i. Rudraszimha Iszvaradatta i. Rudraszimha Dzsivadaman i. Rudraszena   | Bagamira Ardzsuna Hvaramira Mirahvara             | Vasziska (kb. 140–kb. 160.) Huviska (kb. 160–kb. 190.) i. Vaszudeva (kb. 190–≥230.)                                                                    | Vasziska (kb. 140–kb. 160.) Huviska (kb. 160–kb. 190.) i. Vaszudeva (kb. 190–≥230.)                                                                    | Vasziska (kb. 140–kb. 160.) Huviska (kb. 160–kb. 190.) i. Vaszudeva (kb. 190–≥230.)                                                                    | Vasziska (kb. 140–kb. 160.) Huviska (kb. 160–kb. 190.) i. Vaszudeva (kb. 190–≥230.) | Vasziska (kb. 140–kb. 160.) Huviska (kb. 160–kb. 190.) i. Vaszudeva (kb. 190–≥230.) | Vasziska (kb. 140–kb. 160.) Huviska (kb. 160–kb. 190.) i. Vaszudeva (kb. 190–≥230.) |                                               |                                               |                                               |                                               |
| i. sz. 230–280.                        | Szamgadaman Damaszena ii. Damadzsadaszri Viradaman i. Jaszodaman Vidzsajaszena iii. Damadzsadaszri ii. Rudraszena Viszvaszimha | Miratakhma Kozana Bhimardzsuna Kozija Datarvharna | Indo-Szászánidák i. Ardasír, szászánida király és kusán sah (kb. 230–250.) i. Péroz, kusán sah (kb. 250–265.) i. Hurmuz, kusán sah (kb. 265–295.)      | Indo-Szászánidák i. Ardasír, szászánida király és kusán sah (kb. 230–250.) i. Péroz, kusán sah (kb. 250–265.) i. Hurmuz, kusán sah (kb. 265–295.)      | Indo-Szászánidák i. Ardasír, szászánida király és kusán sah (kb. 230–250.) i. Péroz, kusán sah (kb. 250–265.) i. Hurmuz, kusán sah (kb. 265–295.)      | ii. Kaniska (kb. 230–240.) Vasiska (kb. 240–250.) iii. Kaniska (kb. 250–275.)       | ii. Kaniska (kb. 230–240.) Vasiska (kb. 240–250.) iii. Kaniska (kb. 250–275.)       | ii. Kaniska (kb. 230–240.) Vasiska (kb. 240–250.) iii. Kaniska (kb. 250–275.)       |                                               |                                               |                                               |                                               |
| i. sz. 280–300.                        | Bhratadarman | ii. Datajola                                      | ii. Hurmuz, kusán sah (kb. 295–300.) | ii. Hurmuz, kusán sah (kb. 295–300.) | ii. Hurmuz, kusán sah (kb. 295–300.) | ii. Vaszudeva (kb. 275–310.)                                                        | ii. Vaszudeva (kb. 275–310.)                                                        | ii. Vaszudeva (kb. 275–310.)                                                        |                                               |                                               |                                               |                                               |
| i. sz. 300–320.                        | Viszvaszena ii. Rudraszimha Dzsivadaman                                                                                        |                                                   | ii. Péroz, kusán sah (kb. 300–325.) | ii. Péroz, kusán sah (kb. 300–325.) | ii. Péroz, kusán sah (kb. 300–325.) | iii. Vaszudeva iv. Vaszudeva v. Vaszudeva Cshu (kb. 310?–325.)                      | iii. Vaszudeva iv. Vaszudeva v. Vaszudeva Cshu (kb. 310?–325.)                      | iii. Vaszudeva iv. Vaszudeva v. Vaszudeva Cshu (kb. 310?–325.)                      |                                               |                                               |                                               |                                               |
| i. sz. 320–388.                        | ii. Jaszodaman ii. Rudradaman iii. Rudraszena Simhaszena iv. Rudraszena                                                        |                                                   | ii. Sápúr, szászánida király és kusán sah (kb. 325.) i. Bahrám, ii. Bahrám, iii. Bahrám, kusán sah (kb. 325–350.) iii. Péroz, kusán sah (kb. 350–360.) | ii. Sápúr, szászánida király és kusán sah (kb. 325.) i. Bahrám, ii. Bahrám, iii. Bahrám, kusán sah (kb. 325–350.) iii. Péroz, kusán sah (kb. 350–360.) | ii. Sápúr, szászánida király és kusán sah (kb. 325.) i. Bahrám, ii. Bahrám, iii. Bahrám, kusán sah (kb. 325–350.) iii. Péroz, kusán sah (kb. 350–360.) | i. Saka (kb. 325–345.) Kipunada (kb. 345–375.)                                      | i. Saka (kb. 325–345.) Kipunada (kb. 345–375.)                                      | Gupta Birodalom i. Csandragupta Szamudragupta                                       | Gupta Birodalom i. Csandragupta Szamudragupta | Gupta Birodalom i. Csandragupta Szamudragupta | Gupta Birodalom i. Csandragupta Szamudragupta | Gupta Birodalom i. Csandragupta Szamudragupta |
| i. sz. 388–396.                        | iii. Rudraszimha |                                                   | | Kidara királysága, az avarok foglalása (390–396.) | Kidara királysága, az avarok foglalása (390–396.) | ii. Csandragupta                                                                    | ii. Csandragupta                                                                    | ii. Csandragupta                                                                    | ii. Csandragupta                              | ii. Csandragupta                              | ii. Csandragupta                              |                                               |